# Marisa González
María Luisa González González (Bilbao, 18 de julio de 1943), conocida como Marisa González, es una artista multimedia española especializada en arte electrónico desde su etapa en Estados Unidos en el Art Institute de Chicago en 1971. Su obra ha sido presentada en instituciones nacionales e internacionales como la Bienal de Venecia, el Museo Nacional Centro de Arte Reina Sofía o el Centro de Cultura Contemporánea de Barcelona (CCCB).
Galardonada con el Premio MAV 2020, por su trayectoria como mejor artista/creadora, que concede la asociación Mujeres en las Artes Visuales y con el Premio Velázquez de las Artes Plásticas 2023 otorgado por el Ministerio de Cultura. En 2025, el Museo Nacional Centro de Arte Reina Sofía le dedicó una exposición antológica.

## Trayectoria
La creación de sus primeras obras con nuevas tecnologías datan del año 1971 y fueron realizadas en Instituto de Arte de Chicago (SAIC). 

### Formación
En su ciudad natal, cursó la Carrera Superior de Piano en el Conservatorio Superior de Bilbao. En 1967 se trasladó a Madrid para estudiar en la Escuela Superior de Bellas Artes de San Fernando. Es allí donde participa en el movimiento de lucha estudiantil contra la dictadura franquista, además de reivindicar la renovación del profesorado exigiendo se contrataran a artistas contemporáneos como Eusebio Sempere con el que estudió en su último año de carrera. En el año 1970 desde la delegación de alumnos, es la promotora de la 1ª Exposición Libre y Permanente con la participación tanto de alumnado como de reconocidos artistas de la época, esta fue su primera exposición. Un año más tarde, en 1971 finaliza sus estudios en España y se traslada a Estados Unidos a estudiar un máster en el Instituto de Arte de Chicago (SAIC) durante dos años, especializándose en las nuevas tecnologías aplicadas a las prácticas artísticas en el departamento de Sistemas Generativos donde fue alumna de Sonia Landy Sheridan y donde experimentó con nuevas tecnologías, incluyendo la utilización del fax, además de con otras máquinas para producir imágenes instantáneas. 
Durante su periodo de estudio en Estados Unidos coincidió con el auge de la lucha por los derechos civiles, una temática que González incorpora en su obra.

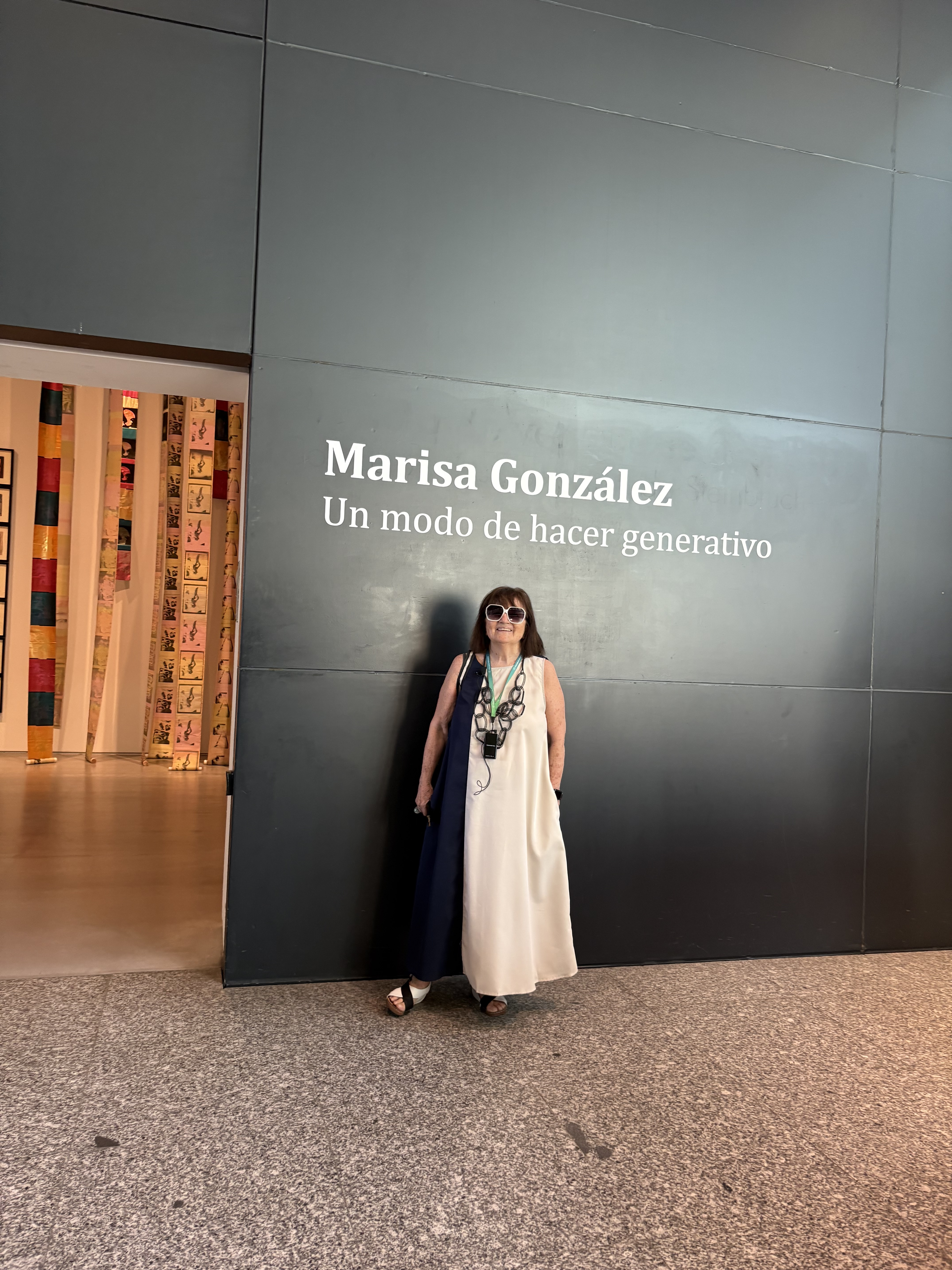
Marisa González en la entrada a su exposición en el Museo Reina Sofía de Madrid en junio de 2025

En 1974 se trasladó a Washington D. C. a estudiar en la Corcoran School of the Arts and Design graduándose en el año 1976 con Premio fin de carrera.  

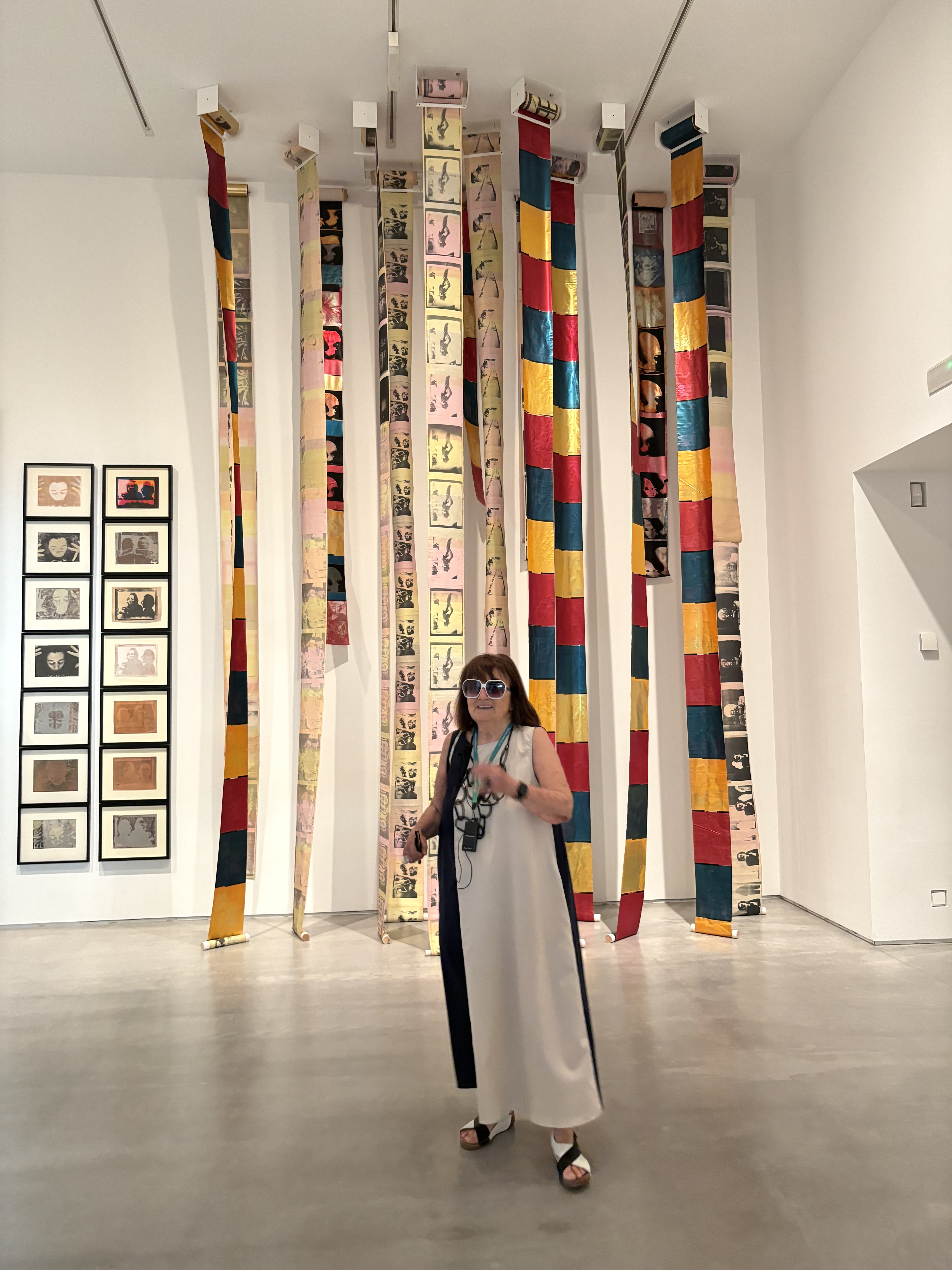
Marisa González ante una de sus obras en el Museo Reina Sofía

En estos dos años, se inició en el movimiento feminista con su profesora la artista feminista Mary Beth Edelson, realizando trabajos colaborativos que combinaban fotografía y performances para denunciar la violencia de género. Pertenece a esta época su obra La Descarga (1975), que está formada por numerosos paneles realizados con fotocopias Thermofax.

Yo siempre había sido feminista, pero no era consciente del movimiento feminista, no había formado parte. Pero en USA, gracias a la profesora Mary Beth Edelson, que era una feminista activista de Nueva York, con ella empecé a hacer trabajos radicalmente comprometidos con la violencia en la mujer. El tema social siempre lo había trabajado, en la serie Anónimos en Chicago en el año 1971-73, sobre las condiciones de vida en el el barrio negro de Chicago... pero la serie " la descarga" del año 1975-77, fue una extensa serie de compromiso feminista realizando retratos con expresión de dolor y miedo a mis compañeras de estudios en la Corcoran School of Art.
Marisa González

### Desarrollo profesional

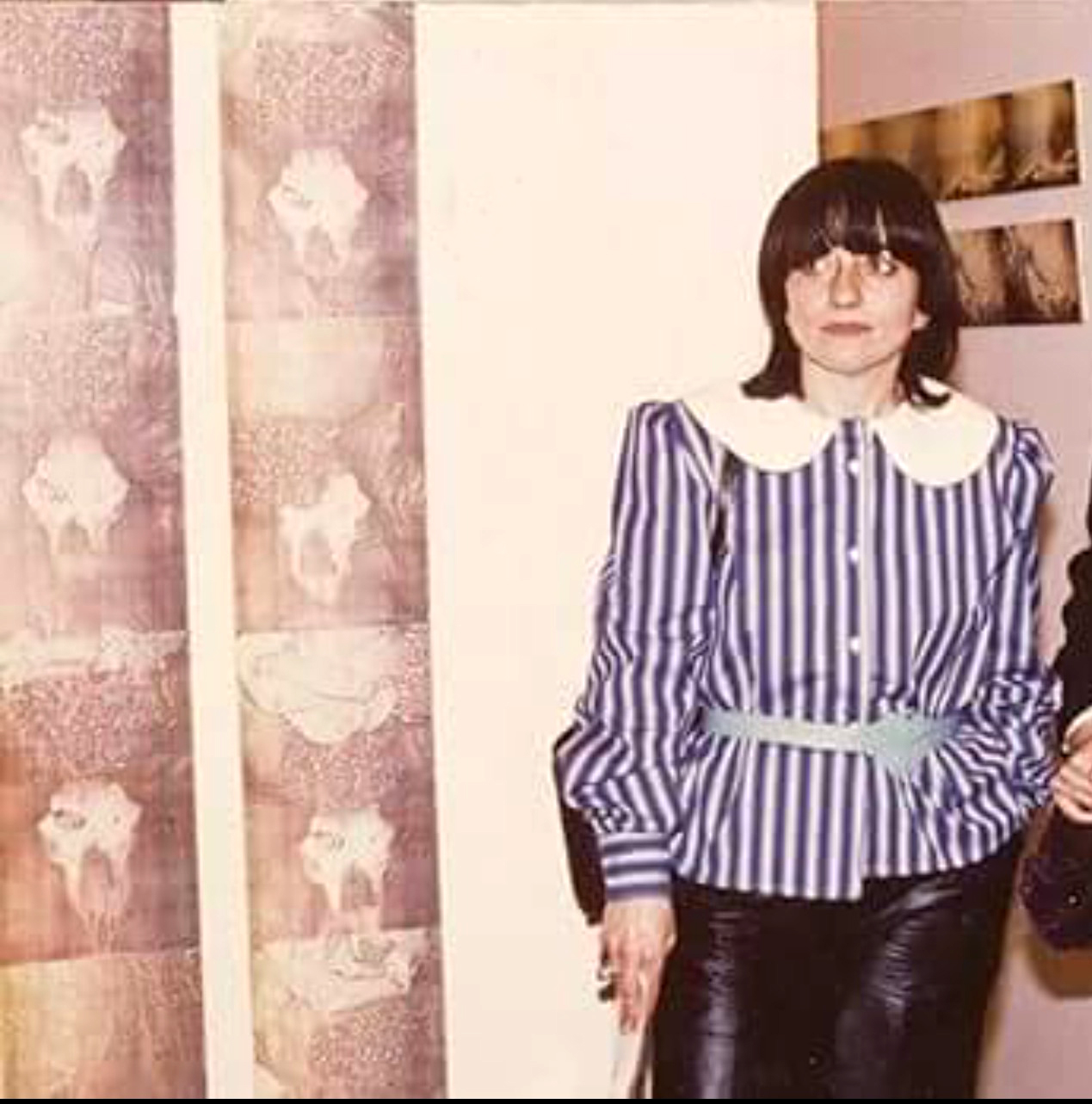
Exponiendo en el primer Arco en 1982

Al finalizar sus estudios en Estados Unidos, regresó a España en el año 1977, y continuó explorando con aplicaciones tecnológicas e incorporando a su actividad creadora el reciclaje de objetos de desecho, realizando obras comprometidas socialmente destacando su serie “Clónicos”.
En el año 1981 realiza su primera exposición individual en Madrid con el título "Presencias" en la Galería Aele, de Evelyn Botella. En esta exposición presentó por primera vez en Madrid sus trabajos realizados con fotocopias a color transferidas a otros formatos. En 1982 su obra fue mostrada en la primera edición de la feria internacional de Arte Contemporáneo Arco, así como en posteriores ediciones con la galería de Evelyn Botella Galería Aele de Madrid.
En 1986 participó en la exposición inaugural del Museo Nacional Reina Sofía de Madrid "Procesos: Cultura y Nuevas Tecnologías" en la que también se mostraron trabajos de su antigua profesora Sonia Sheridan y otros reconocidos artistas como John Cage, Marina Abramovic o Salvador Dalí. En esa exposición comisarió 3 secciones, siendo una de las primeras artistas comisariando exposiciones: 
1. Revisión de trabajos realizados en el Centro de Cálculo de Madrid a finales de los años 60,
2. Exposición de Electrografía con una revisión de trabajos de artistas internacionales y
3. La exposición de Sonia Sheridan.[15]

Sonia Sheridan con Marisa González en la inauguración de Procesos en el Centro de Arte Reina Sofía en Madrid 1986

A principios de la década de los años 90, se incorporó al mercado un nuevo sistema de reproducción de gran formato, el Dina1, esta máquina generó un nuevo recurso abriendo un campo de posibilidades que González lo utilizó por primera vez en su serie “La negrona”. Una sola imagen, la de una mujer negra recortada en 1971 de un periódico de Chicago, sirvió como modelo y matriz para desarrollar este nuevo y amplio trabajo titulado Miradas en el tiempo. Utilizando múltiples combinaciones cromáticas y formales la artista reflexionó sobre las etapas de la vida de una mujer, el cuerpo y la imagen: La mujer como objeto de deseo en los mass media.

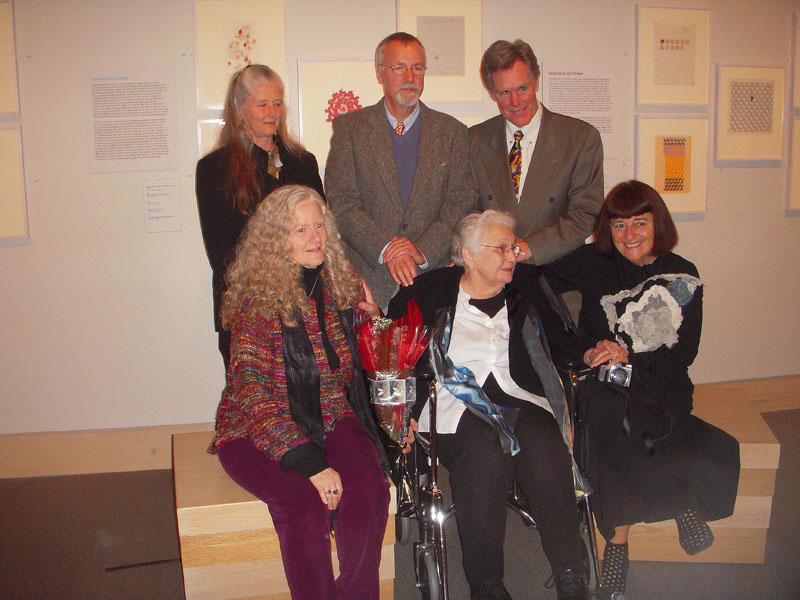
Sonia Sheridan con sus alumnos de Sistemas Generativos de los años 70, Cindy, Brian, Greg, Martha, Sonia Sheridan y Marisa González.

En la Sala Rekalde de Bilbao, dentro de Bilbograph 95 presentó su extensa serie de retratos realizados con el sistema de ordenador Lumena, completándolo con la instalación de Fax art la Estación Fax /Fax Station con la participación de artistas de más de 10 países y numerosos artistas nacionales bajo el tema: “Cuerpo individual, cuerpo social, cuerpo infectado, cuerpo contaminado."
En 1992 dirigió en el Círculo de Bellas Artes de Madrid el Taller de Arte Actual la poética de la tecnología y en 1993 González y sus alumnos del taller crearon una de las instalaciones consideradas más importantes de la historia del fax art. denominada Estación Fax / Fax Station. El mismo año inicia su serie "Clónicos" (1993-1997) en los que utiliza muñecos como referencia del ser humano.
Su primer trabajo de arqueología industrial lo inicia en 2000 a partir del tema de las fábricas y la situación de los obreros además de la situación específica de las mujeres en la era industrial. Durante un año hizo el seguimiento del desmantelamiento de una fábrica de pan en el centro de Bilbao. Casi toda la década de finales del siglo XX y principios del siglo XXI González explora el desmantelamiento y la destrucción de diversas fábricas, la más relevante es su trabajo sobre el desmantelamiento de la Central Nuclear de Lemóniz Me interesa no solo su arquitectura, su estética como contenedor, sino también el contenido - explica- las cadenas de producción, la situación laboral de los trabajadores y los objetos y documentos que pude rescatar.

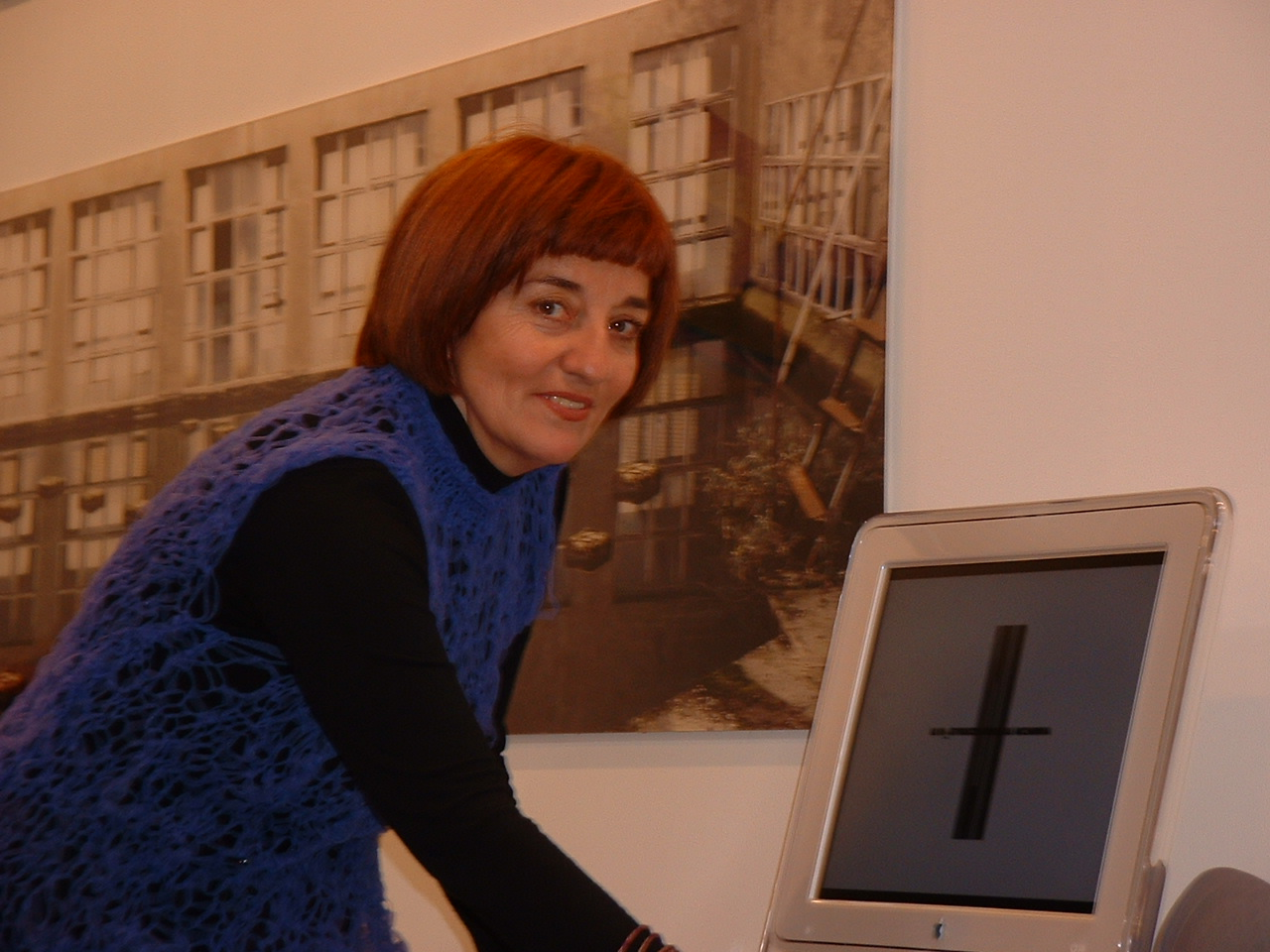
Marisa González con su obra en ARCO 2002

En 2012 fue invitada por el comisario de la Bienal de Arquitectura de Venecia, David Chipperfield, a participar en la exposición curatorial "Common ground" en el Pabellón principal con sus vídeos Ellas filipinas Female open space invaders sobre las mujeres filipinas emigrantes en Hong Kong.
En 2012 es una de las artistas participantes en la exposición Genealogías Feministas en el museo MUSAC de León.
En el año 2015 realiza su exposición retrospectiva Registros Domesticados en las salas de Tabacalera de Madrid y en el Centro Gallego de Arte Contemporáneo (CGAC) de Santiago de Compostela, organizada por el Ministerio de Cultura Español, comisariada por la teórica Rocío de la Villa.
En el año 2020 recibió el premio MAV a toda su trayectoria artística y creadora.
En la feria de ARCO 2023, en la que participó Marisa González el Ministerio de Cultura y Deporte compró 26 obras de 18 artistas para el Museo Reina Sofía, siendo una de ellas de Marisa González, en concreto la obra Violencia mujer, perteneciente a la serie La descarga.
En octubre de 2023 recibió el Premio Velázquez de Artes Plásticas otorgado por el Ministerio de Cultura de España.

### Otras actividades
Paralelamente a su faceta como artista, González ha tenido un papel destacado en la puesta en marcha y funcionamiento de asociaciones profesionales desde los años setenta. Su labor es generadora de contextos asociativos reivindicando los derechos de los artistas. Destaca también su rol como impulsora de los derechos de las artistas mujeres. Desde su activismo en el movimiento estudiantil en Madrid, posteriormente formó parte de la junta directiva de la Asociación de Artistas Plásticos. 
Además desde esta plataforma, participó como miembro de la Junta Directiva en el resurgir y modernización del Círculo de Bellas Artes de Madrid en el año 1983, junto al presidente Martin Chirino, Josefina Molina, Lucio Muñoz, Pedro García Ramos, Basilio Martín Patino, Tomas Marco, José Luis Temes etc. Desde la junta directiva, consiguió la creación en el Círculo de Bellas Artes de los primeros festivales de vídeo en Madrid en 1984 y 1986.
Ha sido vicepresidenta de la asociación española Mujeres de las Artes Visuales MAV de 2010 a 2017. Continua vinculada activamente en dicha asociación formando parte del Consejo de Asesoras y colabora como miembro del consejo editorial en la revista M-Arte y Cultura Visual.

## Obra

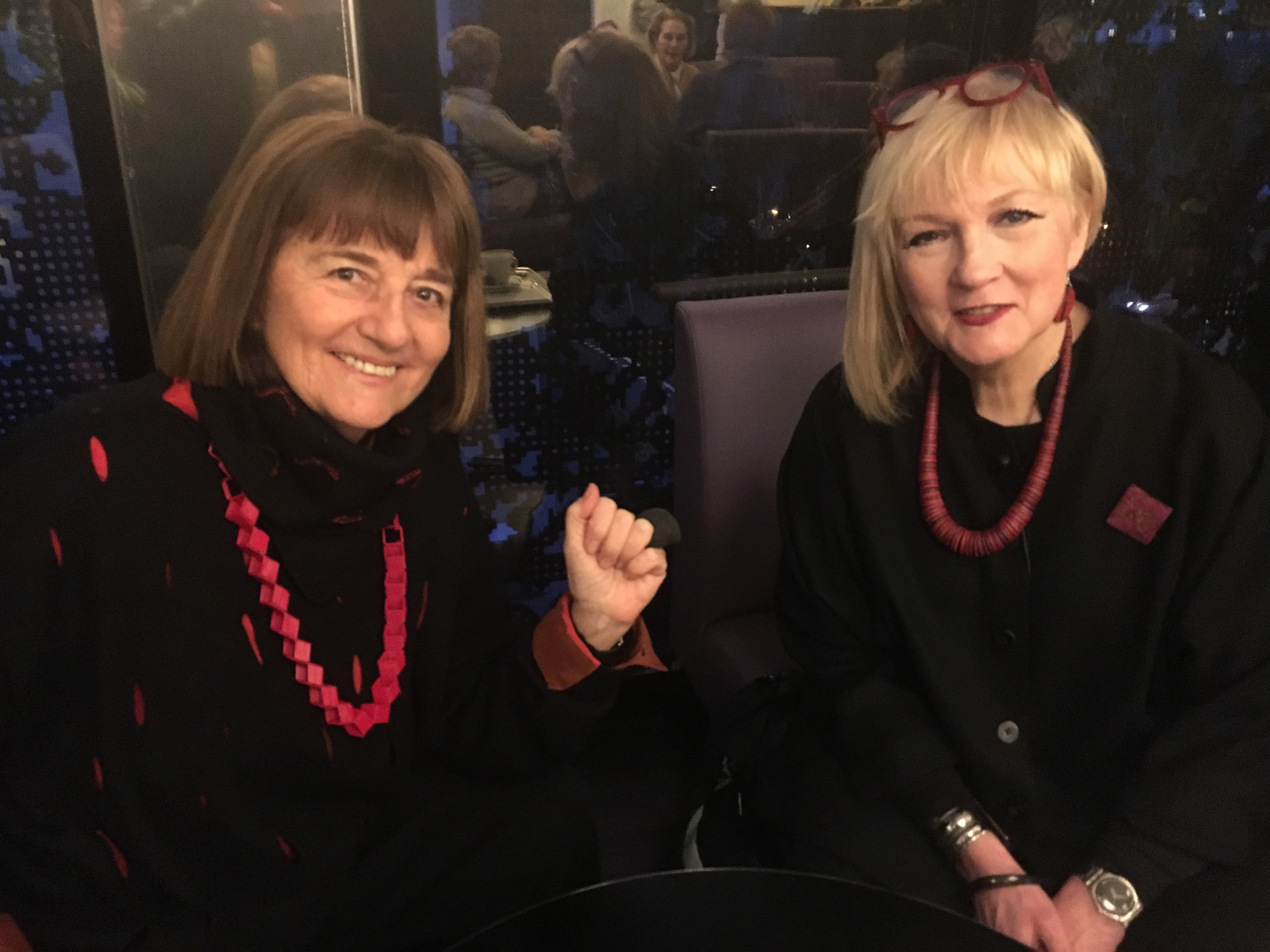
Marisa González y Griselda Pollock, Madrid 2018

Durante más de cuatro décadas de trabajo su obra ha sido incluida en diversas muestras que reflexionan sobre arte y feminismo. En 2012 su trabajo formó parte de la exposición "Genealogías feministas en el arte español: 1960-2010" comisariada por Juan Vicente Aliaga y Patricia Mayayo presentada en el MUSAC.
En 2012 González fue una de los pocos artistas plásticos invitados a participar en la 13 edición de la Bienal de Venecia de Arquitectura con el título Common Graund (Terreno común) que tenía como objetivo "focalizar la mirada en los procesos colaborativos que se producen en la arquitectura actual", acudió con su obra "Female open space invaders/ Ellas filipinas" en la que documenta la diáspora filipina en Hong Kong víctimas de un estado de explotación tanto en sus países de origen como en los de destino, denunciando así el afianzamiento de la economía globalizada poscolonial que produce nuevas servidumbres domésticas.
En el año 2015 en Tabacalera Promoción del Arte de Madrid, realizó una exposición retrospectiva sobre 45 años de trayectoria de la artista, comisariada por Rocío de la Villa. La exposición titulada Registros Domesticados se organizó en tres ejes: Proyectos colaborativos y nuevas tecnologías (1970-1996), Arqueologías del sistema industrial: Modernidad y Tardomodernidad. Documentación y archivo, (1996-2006) en el que mediante fotografías, vídeos y documentos, registra el desmantelamiento de La Fábrica HP Harino Panadera, y la de Galletas Artiach en Bilbao, la Central Nuclear de Lemóniz, en Vizcaya (jamás puesta en funcionamiento), o la Siderurgia Ensidesa Arcelor en Avilés y Registros postcoloniales. Evolución postindustrial y explotación laboral, (2008-2014).
Registros Domesticados itineró en el año 2016 al Museo Centro Gallego de Arte Contemporáneo (CGAC) en Santiago de Compostela.
"La denuncia de la marginalización de las mujeres bajo el sistema patriarcal, la reflexión sobre la sujeción de los individuos desde la infancia en la que se hallaría la posibilidad de un futuro emancipador, y las contradicciones entre los valores de la modernidad y las realidades de la Tardomodernidad en el precario escenario de una globalización, caracterizada por la polaridad cada vez más extrema de las desigualdades junto al desequilibrio ecológico, se denotan en imágenes como la muñeca y la cabeza de los niños, los gestos y los utensilios de los procesos laborales manuales o el contraste entre naturaleza y contaminación fabril, que reaparecen una y otra vez, atravesando periodos y proyectos concretos" señala el programa de la exposición.
En 2017 participa en la exposición colectiva Women in Work. Mujer, Arte y Trabajo en la globalización en la Sala de Exposiciones de la Universidad Politécnica de Valencia y Castellón con su trabajo Ellas, Filipinas. Con este mismo trabajo en el año 2018 participa en la exposición Hidden Workers en el Museo de Art Contemporáneo de Seúl, Corea, junto a artistas históricas como Martha Rosler o Las Guerrilla Girls entre otras.
En 2019 participó en la muestra internacional “¡Feminismos!” en el Centro de Cultura Contemporánea de Barcelona, CCCB, de Barcelona, cuya exposición principal fue La Vanguardia Feminista de los años 70. Esta muestra se itineró en diferentes países.

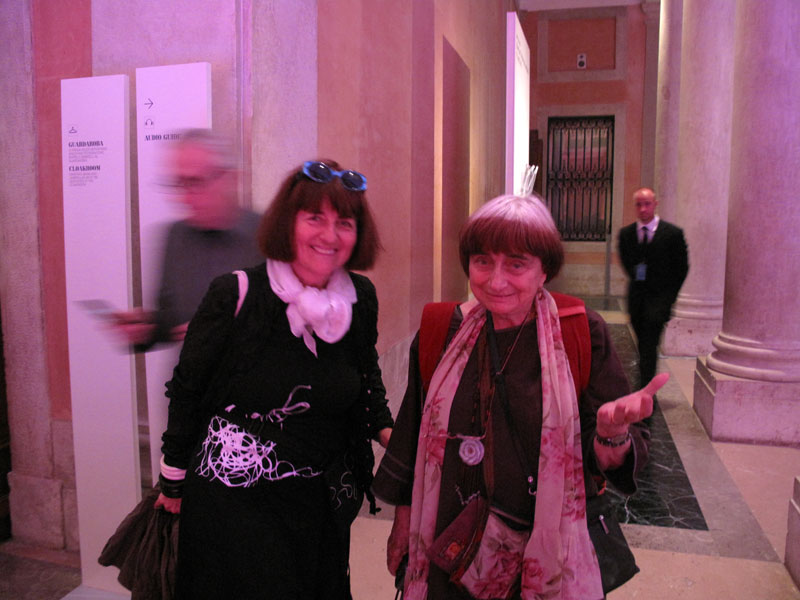
Marisa González y Agnes Vardá en la inauguración de la 53.ª Bienal de Venecia de 2009

En 2020 formó parte de la exposición feminista internacional Mujeres artistas entre dos siglos. Transformaciones, en La Fundación CajaCanarias en el Espacio Cultural de Santa Cruz de Tenerife, comisariada por María Oropesa y María Toral, la muestra se compuso con un total de 46 obras entre pintura, fotografía, escultura, videoarte e instalaciones, comprende creaciones realizadas por un total de 40 artistas a nivel mundial, pudiendo citar a algunas tales como: Louise Bourgeois, Joana Vasconcelos, Cristina Iglesias, Esther Ferrer, Christine Spengler, Paula Rego, Pamen Pereira, Cindy Sherman, Marina Abramovic, Concha Jerez.

### Net Art
A finales del siglo XX se creó un nuevo arte interactivo generado en Internet denominado Net Art. González hizo uso de este nuevo lenguaje de creación, según consta en la entrevista realizada a la artista por el diario El Mundo en la que explica el proyecto de Net Art Palabras Corrientes realizado como co-comisaria en el Instituto Cervantes.
En el artículo Arte y Tecnología la autora describe extensamente el período de Net Art, sus pros y contras. Este artículo fue publicado en la extinta revista Contrastes de la Universidad de Valencia.
En el artículo titulado El net.art sale del ordenador publicado el año 2001, se describe la exposición de Net Art realizada en el Centro Cultural Conde Duque de Madrid, net.artmadrid.net, realizada por el teórico José Luis Brea, en la que seleccionó a 12 artistas con obras de net.art, como Rafael Lozano Hemmer, Ricardo Iglesias y Marisa González.
González realizó cuatro proyectos de Net Art para ser visualizados exclusivamente en internet, por lo que alguno de ellos, dada la volatibilidad y velocidad de Internet, perdió su enlace original al desaparecer la plataforma en la que fue publicado. 
- En el año 2000 presentó La Fábrica un trabajo acerca de la destrucción de la fábrica de pan HP en Bilbao y su memoria tanto urbanística como humana, incluyendo una sección abierta a la participación y con las aportaciones que las personas usuarias enviaron con fotografías y textos de diversas fábricas abandonadas o en proceso de destrucción.
- En el año 2002 ejecutó Memoria y destrucción realizado con el extinto programa Flash, con textos y fotos desintegradas por los virus informáticos, sobre la relación entre la memoria del patrimonio industrial y la memoria de nuestro patrimonio digital, cuyo desarrollo genera que ambas desaparezcan.
- En 2003 presentó en ARCO Stop the War unos días antes del inicio de la guerra de Irak como parte del movimiento, entonces masivo en España, contra la guerra.
- Entre 2004-2005 realizó un trabajo sobre la lengua castellana, sus orígenes y su evolución, que fue producido por el Instituto Cervantes dentro del proyecto de Net Art "Palabras Corrientes", comisariado junto a Nekane Aramburu.[44][41]

## Proyectos realizados
- Birmania 2012-2014
- Ellas, Filipinas. Hong Kong 2010-2012.[45]
- El Mensaje del Kanga 2011-2012
- Central Nuclear de Lemóniz 2003-2006.[46]
- Son de ellas 2002-2005
- La Fábrica 2000-2001
- Transgénicos 1997-2022
- Clónicos 1993-1997
- Foto-Video-PC LUMENA 1993-1997
- Fax-Art 1972-2013
- Bubble Art 1992-1993
- Pinturas Electrográficas 1980-1990
- Violencia mujer 1975-1977[47]
- Chicago fotografía B/N 1971-1973
- Sistemas Generativos 1971-1973[48]

## Exposiciones (selección)

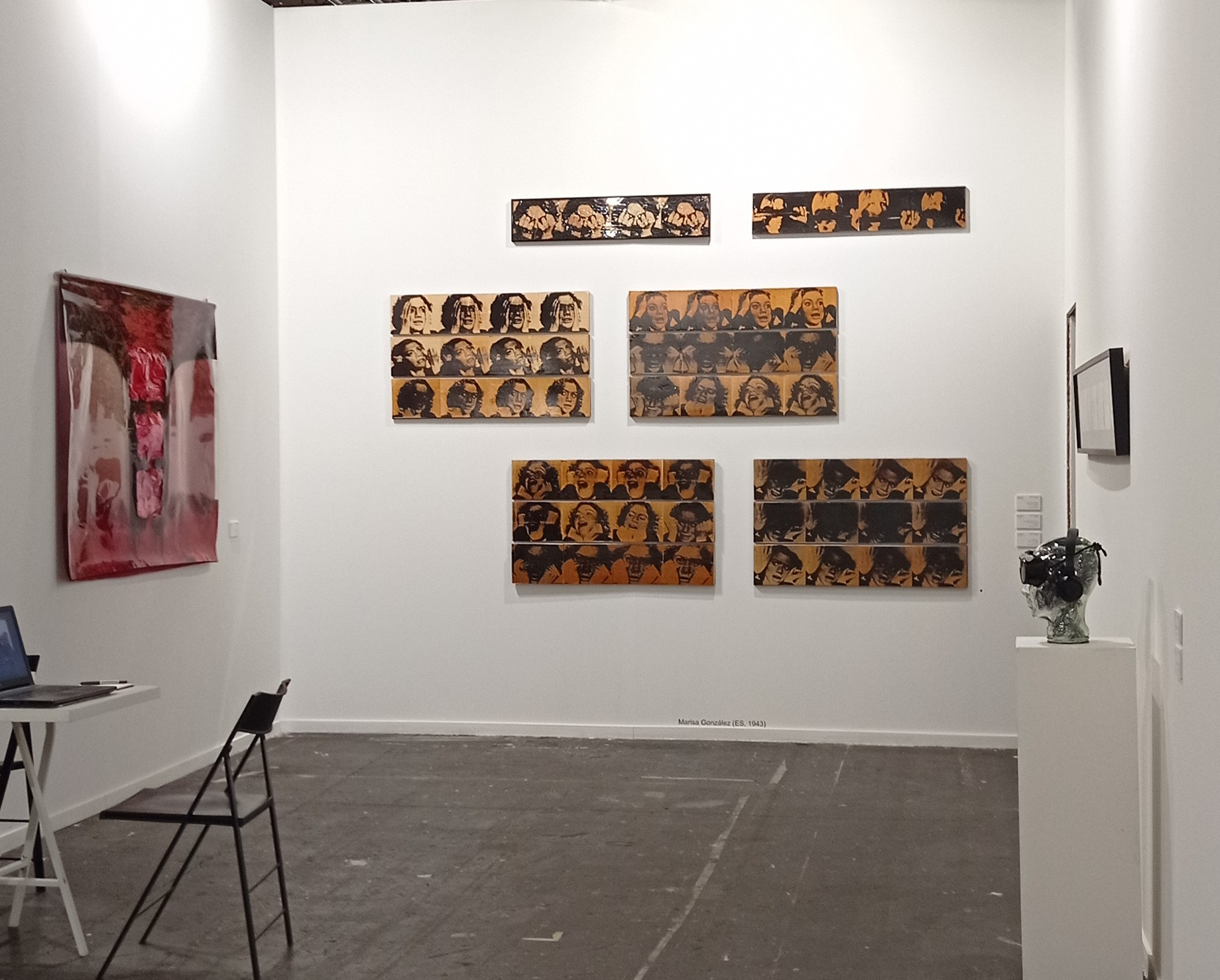
ARCO 2023, Galería Freijo. Obras de 1975 realizadas en Washington D. C. de la serie Maternidad y Violencia mujer

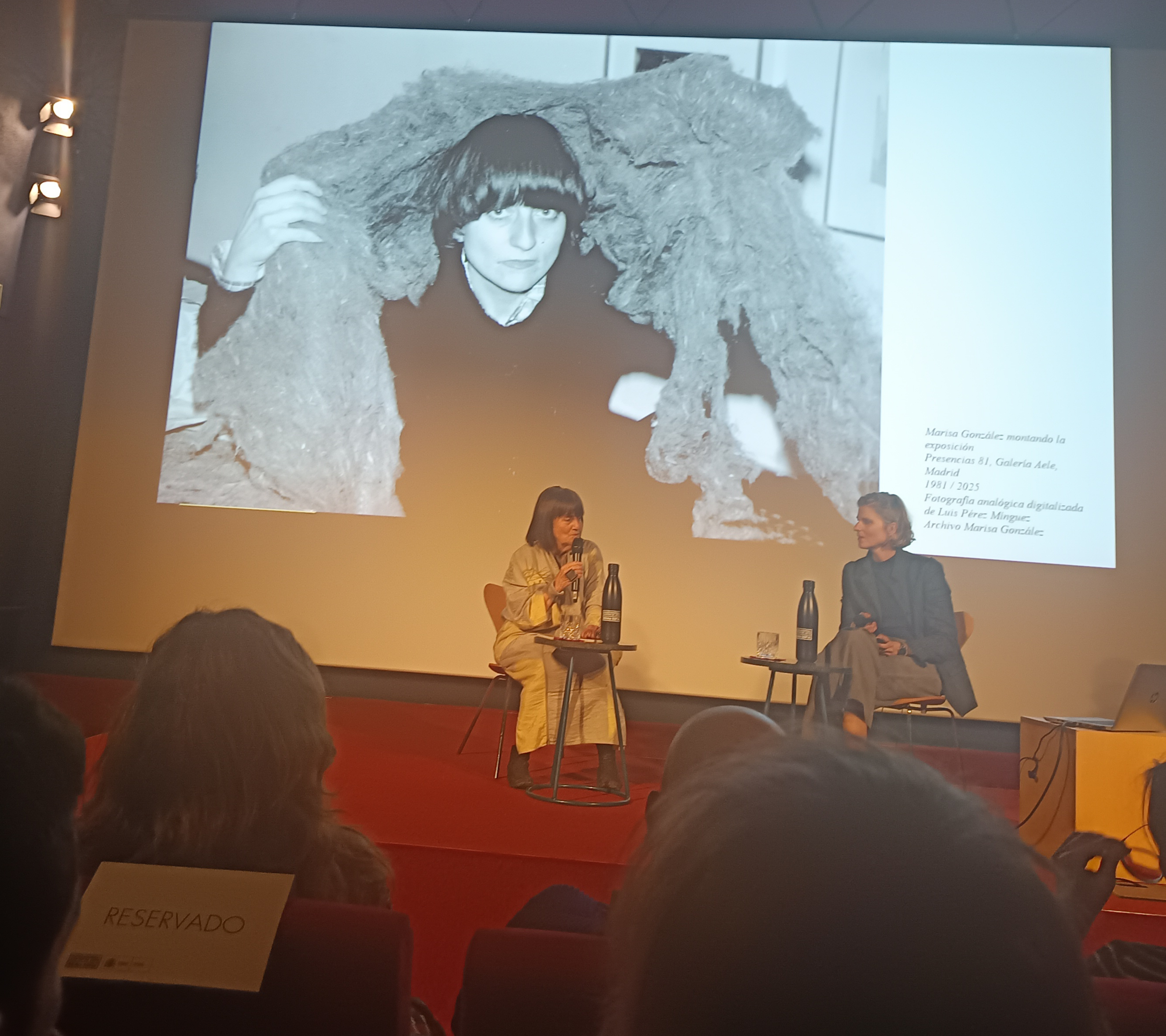
La artista en la charla inaugural de su exposición antológica "Un modo de hacer generativo", junto a la comisaria Violeta Janeiro Alfageme en el Museo Reina Sofía el 20 de mayo de 2025

- Comenzó su carrera expositiva en Chicago en el año 1972, y continuó exponiendo en múltiples galerías y centros de arte realizando su primera exposición individual en España en su ciudad natal Bilbao en el año 1977 y en Madrid la exposición titulada Presencias Electrográficas. Galería Evelyn Botella (Galería Aele) Madrid 1981.
- Participa en el primer ARCO82, con la Galería Evelyn Botella (Galería Aele) Madrid. 1982.
- En el año 1986, expone en la exposición inaugural del Centro de Arte Reina Sofía de Madrid en la exposición Procesos. Cultura y Nuevas Tecnologías.
- Su primer trabajo de Arqueología industrial se inicia con el amplio proyecto titulado La Fábrica sobre el desmantelamiento y demolición de la fábrica de Pan de Bilbao Harino Panadera, presentando fotografías, videos e instalaciones en la Fundación Telefónica. Madrid. 2000. Este trabajo itinera al Centro Montehermoso de Vitoria y a la Sala Rekalde, Espacio Ilgner Cedemi, en Bilbao. 2001.
- En el año 2002, inicia uno de sus principales proyectos más relevantes, la inmersión en la Central nuclear de Lemóniz durante dos años, en los que recorre los espacios de la nuclear y registra mediante vídeo y fotografías el proceso de desmantelamiento, haciendo acopio de múltiples objetos para construir instalaciones y vídeo instalaciones. En el año 2004 presenta una parte del extenso proyecto en el Centro de Arte Cab de Burgos, titulado Lemoniz, Mecanismos de control.[49][50]
- En 2012, expone en la 13 edición de la Bienal de Arquitectura de Venecia Common Ground con su proyecto "Female open space invaders, Ellas filipinas."
- Su primera exposición retrospectiva titulada Registros Domesticados la realiza en las salas de Tabacalera de Madrid del Ministerio de Cultura en el año 2015.[51][52][53]
- En 2016, Registros Domesticados viaja al CGAC, Museo de arte contemporáneo de Santiago de Compostela.[54][55][56]
- En 2019 realizó la exposición individual Amor y Memoria en la Galería Freijo de Madrid, dentro del marco de PhotoEspaña 2019.[57]
- En 2019 realizó la exposición individual Registros Domesticados (Women), en la Sala Amós Salvador de Logroño.[58]
- En 2019 participa en al exposición internacional “¡Feminismos!, Vanguardias feministas de los años 70” en el CCCB de Barcelona.[59]
- En 2020 participa en la muestra internacional Mujeres artistas entre dos siglos. Transformaciones, en La Fundación CajaCanaria en el Espacio Cultural de Santa Cruz de Tenerife.[39]
- En 2021 presentó Luz hasta el final de la vida en el Centro Andaluz de Arte Contemporáneo.[60]
- En 2021 el Monasterio de San Juan de Burgos y en el Instituto de la lengua de la misma ciudad, presentó el año 2021, la exposición Nucleares Varadas
- En 2022 presentó Piel y pulpa en el Palacete del Embarcadero de Santander.[61][62]
- En 2023 participó en la feria ARCO con la Galería Freijo de Madrid.[63]
- En 2023 participó en la muestra PANORAMA 2023: 45 años reivindicando el Estatuto del Artista en el Museo Zapadores Ciudad de Arte, Madrid.[64]
- En 2025 el Museo Nacional Centro de Arte Reina Sofía organizó la exposición Marisa González. Un modo de hacer generativo con motivo de la obtención del Premio Velázquez en 2023, exposición antológica que repasa la obra de la artista.[65][66]

## Museos y colecciones
La obra de Marisa González se encuentra en diversos museos y colecciones públicas y privadas. Entre las instituciones donde se encuentra representada están: Museo Nacional Centro de Arte Reina Sofía de Madrid, Sammlung Verbund Collection de Viena, Museo Internacional Salvador Allende de Chile, Colección Chase Manhattan Bank de Nueva York, Museo Municipal de Bellas Artes de Santander, Universidad del País Vasco, Fundación Juan Gil Albert de la Diputación de Alicante, Museum für Fotokopie Mulheim a.d. Ruhr, Xerox Art Center de Milán, Colección de Arte de Telefónica de España, Museé National de la Poste de Quebec, Colección Junta de Extremadura, Colección CAB de Burgos, Fundación Helga de Alvear, Museo Biblioteca Nacional de España en Madrid, Museo Artium de Vitoria, Colección Paul Bianchini Museés de Sens de Francia, CGAC Centro Gallego de Arte Contemporáneo, MACBA Museo de Arte Contemporáneo de Barcelona, Museo Centro de Arte Dos de Mayo CA2M, Museo Postal y Telegráfico de Madrid, Museo de la Real Academia de Bellas Artes de San Fernando de Madrid, Museo Municipal de Arte Contemporáneo de Madrid. Fundación Vila Casas de Barcelona.
En 2025 el Centro Nacional de la Fotografía de Soria ha sido el destinatario de la compra de tres fotografía realizada por El Ministerio de Cultura de España, a través de la Dirección General de Patrimonio Cultural y Bellas Artes, una de las obras lleva por título Las llaves de los rascacielos, otra es la Fachada de reactor con escalera ambas de la misma época 2003 y 2004, y la tercera es el Banco HSBC, fechada entre 2010 y 2012 .

## Premios y reconocimientos
En el año 2020 recibió el premio MAV a toda su trayectoria artística y creadora, concedido por la Asociación de Mujeres en las Artes Visuales.
Premio Velázquez de Artes Plásticas 2023 otorgado por el Ministerio de Cultura de España.

## Publicaciones
Marisa González ha publicado artículos en diferentes medios tanto en inglés como en castellano:.
- “Female (Open) Space Invaders”. Critical Cities. Ideas, knowledge and agitation from emergin urbanist. Vol.3. Ed. Myrdle Court press, London in assotiation with This Is Not A Gateway, 2012. págs. 124- 149.[74]
- “The Destruction of a Nuclear Plant”, Leonardo Journal of theInternational Society for the Arts,  Sciences and Technology, M.I.T, Vol. 41, number 2, 2008, pags. 106-109.
- “Electrografía, Copy Art, NET ESPAÑA, panorama de media art en España”, SINTOPÍAS, MEIAC e Instituto Cervantes, Madrid, 2007.
- “What happened to the pioneers?”, CDRom Copigraphie, Elements for a global history, ed. Monique Brunet, Montreal, 1995.
- “Copiers, Motion and Metamorphosis”, Leonardo Journal of the International Society for the Arts, Sciences and Technology,M. I.T., vol. 23, 1990.[75]
- “La Fotocopiadora instrumento de creación”, Procesos. Cultura y Nuevas Tecnologías, Ministerio de Cultura, Madrid, 1986.